# Ózdi Kohász SE
Ózdi Kohász SE – węgierski klub piłkarski z siedzibą w mieście Ózd.

## Historia

### Chronologia nazw
- 1909: Ózdi Vasgyári Sport Egylet
- 1912: Ózdi Vasgyári Alkalmazottak Sport Egyesülete
- 1926: Ózdi Vasgyári Testgyakorlók Köre (VTK) (fuzja z Ózdi Törekvés SC i MOVE Ózdi SE)
- 1927: MOVE Ózdi VTK
- 1945: Ózdi VTK
- 1949: Ózdi Vasas SzIT Testgyakorlók Köre
- 1951: Ózdi Vasas Sport Kör
- 1959: Ózdi Kohász Sport Egyesület
- 1994: klub rozwiązano
- 2002: BTC Rákosmente przeniesiony do Ózd
- 2002: Ózdi Kohász Sport Egyesület
- 2003: klub rozwiązano

## Osiągnięcia
- W lidze: 1961/62, 1965-66, 1981/82